# طب المناطق الحارة
الطب المداري أو طب المناطق المدارية أو طب المناطق الحارة (بالإنجليزية: Tropical medicine) هو فرع من فروع الطب يهتم بالصحة العامة للمجتمع في المناطق الحارة والاستوائية المتميزة بمناخها الحار ورطوبتها ومواسم الأمطار المهيئة لظهور الأوبئة والأمراض مع الظروف الاجتماعية والاقتصادية السيئة في هذه المجتمعات.
وقد توسع هذا المفهوم لتهتم به جميع الدول نظرا لزيادة التواصل الإنساني الذي جعل العالم قرية واحدة إضافة إلى ظهور جائحات وأوبئة جديدة أو أمراض بأشكال جديدة مع وجود التطور الإنساني والعبث البيئي.
اختفاء تلك الأمراض من البلدان النامية أساسًا بسبب التحسينات في مجال الإسكان والغذاء والمرافق الصحية والنظافة الشخصية. حيث إن المناخ ليس السبب الرئيسي في الإصابة بمثل هذه الأمراض المتفشية في المناطق المدارية بشكل رئيسي. وهناك توجه نحو إعادة تسمية هذا الفرع من الطب بـ «الطب الجغرافي».

## أمثلة على بعض الأمراض التي تُعتبر أمراضا استوائية
- الجذام.
- الكوليرا.
- الملاريا.
- الإصابة بالديدان وعدوى الأميبا.

## وصلات خارجية
- منظمة الصحة العالمية WHO
- قسم طب المناطق الحارة بجامعة الحديدة اليمنية
- المجمع الأمريكى لطب المنطق الحارة (بالإنجليزية)